# St. Michael (Ehlhalten)

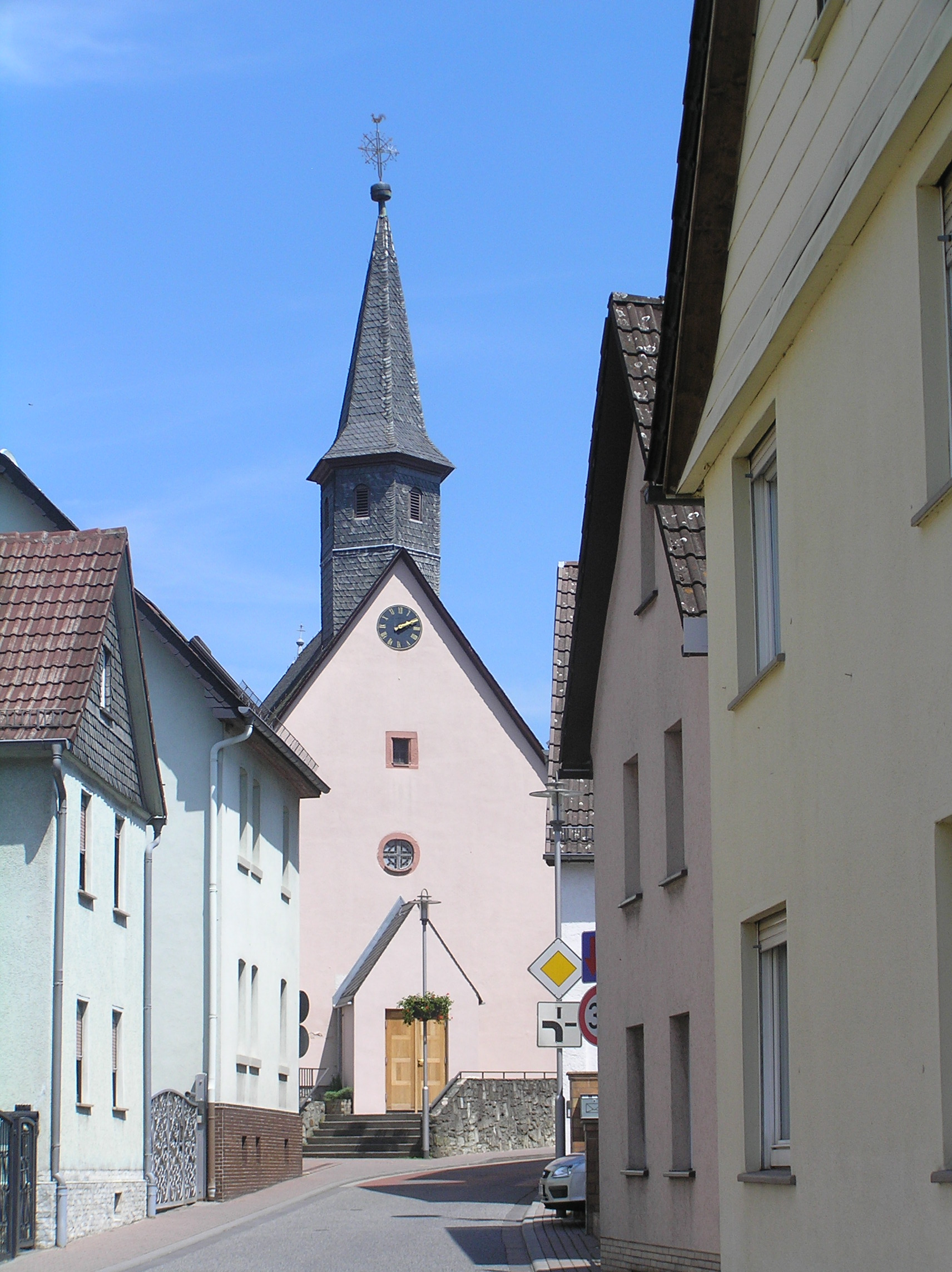
St. Michael (Ehlhalten)

St. Michael ist die katholische Kirche von Ehlhalten. Die Michaeliskirche ist dem Erzengel Michael geweiht und steht als Kulturdenkmal unter Denkmalschutz.

## Geschichte
Die beiden Siedlungskerne von Ehlhalten hatten kirchlich ebenfalls getrennte Entwicklungen. Die Siedlung westlich des Dattenbachs gehörte kirchlich nach Schlossborn und ab 1196 zur neu geschaffenen Pfarrei Oberjosbach. Die östliche Siedlung pfarrte nach Fischbach. 1728 regelte das Bistum Mainz die kirchlichen Verhältnisse neu und ordnete ganz Ehlhalten der Pfarrei Schlossborn zu.
Im östlichen Teil des Ortes befand sich eine Kapelle, die zu klein war, die Gläubigen des ganzen Ortes aufzunehmen. Daher wurde diese Kapelle, die auch baufällig war, 1732 abgerissen und mit dem Bau der heutigen Kirche begonnen. Die Kirche wurde durch den Oberurseler Maurermeister Franz Weisenbach erbaut. Dieser oder sein Zunftkollege Johann Straßer hatten auch die Pläne für das Gotteshaus erstellt.

## Baubeschreibung
Die Kirche ist ein kleines, schlichtes Barockgebäude auf rechteckigem Grundriss mit dreiseitig geschlossenem Chor. Im Westen befindet sich das Eingangsportal unter einem verschieferten Dachreiter. Dort befindet sich die Uhr von 1889. 1933/34 wurde nördlich eine Sakristei angebaut. 1950/51 wurde die Kirche durch den Anbau einer niedrigen Apsis erweitert. In diesem Zusammenhang wurde eine am Tor befindliche kleine Kapelle abgerissen.
Der innere Saal ist nur westlich durch die barocke Orgelempore (neue Orgel von 1973) auf Holzpfeilern unterteilt und hat eine flache Decke mit Voute. Im Rahmen des Umbaus 1950/51 wurden der barocke Hochaltar von 1770 sowie ein Nothelferaltar, die Kommunionbank, der Beichtstuhl und die Kanzel von 1734 entfernt. Der Hochaltar bestand aus dem Altartisch und darüber einem Ölgemälde mit dem Motiv der Krönung Marien zwischen zwei Säulen. Ein zweites Gemälde des Altars zeigt den Erzengel Michael und ist erhalten.
Ein Weihwasserstein aus der Bauzeit ist erhalten. Er besteht aus zwei Teilen und hat eine Inschriftplatte mit folgender Gravierung in Majuskeln:

„DISEN STEIN/VEREHREN IOHANNES/ HEFFLE STEINHAUER/VON ITZSTEIN, UND SEIN/EHFRAU ANNA CATHARINA/ GEBOREN SCHMIDIN/IN DIE KIRCH/ ÖLHALEN/1733“